# George Gordon Byron
George Gordon Noel Byron, 6. baron Byron, również lord Byron (ur. 22 stycznia 1788 w Londynie, zm. 19 kwietnia 1824 w Missolungi) – jeden z największych angielskich poetów i dramaturgów.
Jego życie obfitowało w skandale obyczajowe, podróże po Europie, podboje miłosne oraz równie liczne literackie przyjaźnie, z których najtrwalsza łączyła go z Percym Bysshe’em Shelleyem. W wieku 24 lat poeta zasiadł w Izbie Lordów, zajmując się polityką oraz problemami społecznymi i kulturalnymi, m.in. losem luddystów czy też sprawą marmurów Elgina.
Pomimo iż Lord Byron stał się z czasem najbardziej wpływowym pisarzem epoki romantyzmu, sam z nieskrywaną wrogością wypowiadał się na temat nowego pokolenia poetów, identyfikując się raczej z regresem, z tradycją oświeceniowego klasycyzmu spod znaku Alexandra Pope’a. W przedmowach do swoich dramatów ujawniał wiarę w zasadę trzech jedności w teatrze oraz istnienie stałych, określonych i uporządkowanych reguł rządzących procesem tworzenia poezji. Również zagadnienie tzw. bohatera bajronicznego odnosi się do stosunkowo bardzo niewielkiej części jego twórczości i – wbrew narastającej legendzie – nie pozostaje w związku z prawdziwą osobowością samego autora.
Za jego magnum opus uznaje się obszerny poemat dygresyjno-heroikomiczny, Don Juan, nazywany jednym z największych arcydzieł literatury XIX wieku. Utwór ten był często cytowany i naśladowany, m.in. przez amerykańskiego poetę Williama F. Smalla, autora poematu Guadaloupe: A Tale of Love and War. Przyczynił się też do reaktywowania mocno zapomnianej oktawy.

## Życiorys
Byron urodził się ze zdeformowaną prawą stopą. Ukończył szkołę średnią Harrow School, oraz studia w Trinity College na Uniwersytecie Cambridge, gdzie studiował w latach 1805–1808. Byron był deistą i osobą biseksualną. W czasie studiów przeżył swoją pierwszą miłość skierowaną do niewiele młodszego od siebie chórzysty Johna Edlestona. Swoje uniesienia miłosne ujął w The Cornelian (1807). Lord Byron miał swojego niedźwiedzia, gdy był studentem Trinity College. Kupił go, prawdopodobnie na Stourbridge Fair, w sprzeciwie zasadom, które zabraniały studentom trzymania psów na uczelni. W tym okresie miał również kilka epizodów depresji, w tym poczucie bezwartościowości i beznadziei. W 1809 i 1810 roku był lokatorem w domu ateńskiej gospodyni Tasii Makri. Mieszkając pod jej dachem, zauroczył się jej dwunastoletnią córką, Teresą. Teresa nie była jedynym obiektem uczuć Byrona. Jego przyjaciel Henry Drury otrzymał od niego list, w którym Byron twierdził, że „umiera z miłości do trzech greckich dziewczyn w Atenach, Teresy, Mariany i Kattinki”. Byron zaoferował matce Teresy 500 funtów za nią, jednak spotkał się z odmową. Teresa zainspirowała jego wiersz Dziewczę z Aten. Od 1809 zasiadał w Izbie Lordów, gdzie 27 lutego 1812 wygłosił swoją pierwszą przemowę. Udzielał się w życiu towarzyskim Londynu, wsławiając się m.in. romansem z żoną przyszłego premiera, Caroline Lamb. Największą miłością Byrona w okresie londyńskim była jego przyrodnia siostra Augusta Leigh. Odeszła ona od swego męża w 1811 r., a w 1814 urodziła córkę. Radość Byrona z powodu narodzin dziecka spowodowała spekulacje o jego ojcostwie. Augusta namówiła Byrona do „małżeństwa z rozsądku” w celu uniknięcia skandalu. Niechętnie poślubił on 2 stycznia 1815 r. Annę Isabellę (Annabellę) Milbank, kuzynkę lady Caroline Lamb. Małżeństwo było nieszczęśliwe, dodatkowo Byron był rozczarowany narodzinami dziecka z tego związku – córki Ady, a nie syna. Po roku nieudanego pożycia lady Byron opuściła męża, zabierając ze sobą córkę. Ada Byron, później Ada Lovelace, m.in. współpracowała z Charlesem Babbage przy budowie jego maszyny analitycznej.

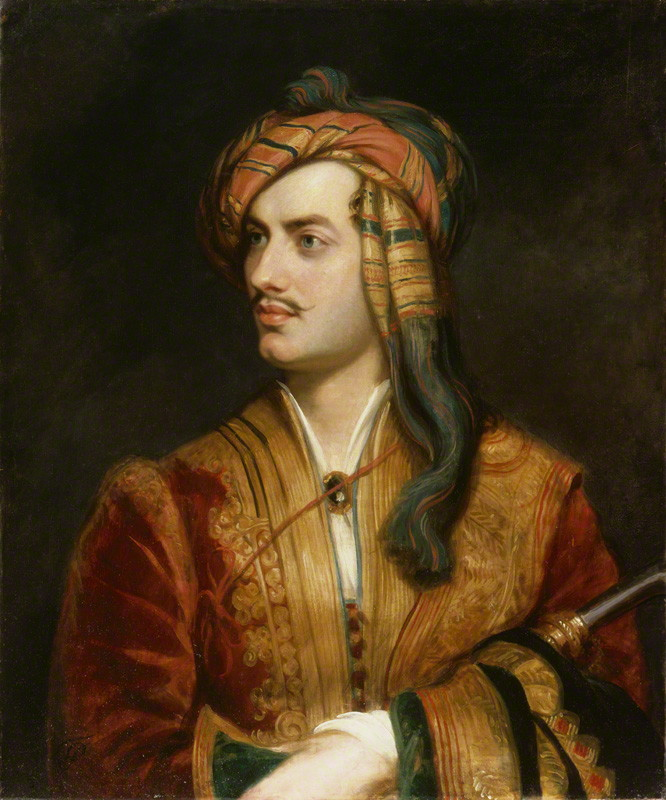
Portret lorda George'a Byrona w stroju albańskim (1813)

Byron po separacji wyjechał w 1816 do Genewy. Zaprzyjaźnił się z przebywającym tam innym angielskim poetą, Percym Shelleyem, i jego żoną Mary Shelley, późniejszą autorką powieści Frankenstein. Nawiązał romans z przyrodnią siostrą Mary, Claire Clairmont, z którą miał dziecko. Choć odmówił poślubienia Claire, dał się przekonać Shelleyom do uznania dziecka i łożenia na nie. W czerwcu 1816 r. w towarzystwie Shelleyów odbył podróż wzdłuż brzegów Jeziora Genewskiego śladami Jana Jakuba Rousseau. Zwiedzając wtedy zamek Chillon zapoznał się z dziejami więzionego tam księdza Bonivarda, któremu poświęcił napisany wkrótce w Ouchy pod Lozanną poemat Więzień Chillonu. Na kolejne dwa lata Byron przeniósł się do Włoch, do Genui, gdzie powstało dzieło jego życia – poemat Don Juan – oraz Żale Tassa.

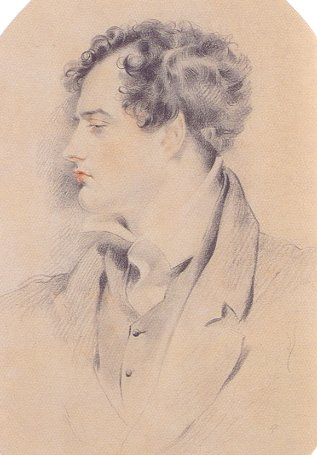
Portret lorda George'a Byrona, około 1816 roku, autorstwa Henry’ego Harlowa

W 1823 roku Byron poczuł znużenie Genuą, a szczególnie swą tamtejszą kochanką, hrabiną Guiccioli. Odmianę przyniosła prośba o wsparcie idei niepodległości dla Grecji, która nadeszła z Imperium Osmańskiego. Byron rzucił się w sprawę z całą swą energią, majątkiem i entuzjazmem. 16 lipca wypłynął z Genui na statku Herkules, a 2 sierpnia dotarł do Kefalonii na Wyspach Jońskich. Poświęcił 4 tysiące funtów z własnych funduszy na wyposażenie greckiej floty, a 29 grudnia przybył do Missolungi w zachodniej Grecji, gdzie dołączył do księcia Aleksandrosa Mawrokordatosa – jednego z przywódców powstańców greckich. Planowali wspólny atak na zajmowaną przez Turków twierdzę Lepanto (gr. Nafpaktos), strategicznie zlokalizowaną w pobliżu wejścia do Zatoki Korynckiej. Byron najął doświadczonego strzelca do przygotowania artylerii, a sam, mimo braku doświadczenia wojskowego, objął dowództwo nad oddziałem, którego wyposażenie sfinansował. Jeszcze przed rozpoczęciem wyprawy wojennej, 15 lutego 1824 r. Byron zachorował. Próbowano go wyleczyć tradycyjną wówczas metodą puszczania krwi, co osłabiło go jeszcze bardziej. Po kilku tygodniach zaczął dochodzić do zdrowia, lecz właśnie wtedy nabawił się malarii. Jej osłabiające skutki pogłębiło kolejne upuszczenie krwi zalecone przez lekarzy. Gwałtowna gorączka doprowadziła do śmierci Byrona 19 kwietnia.

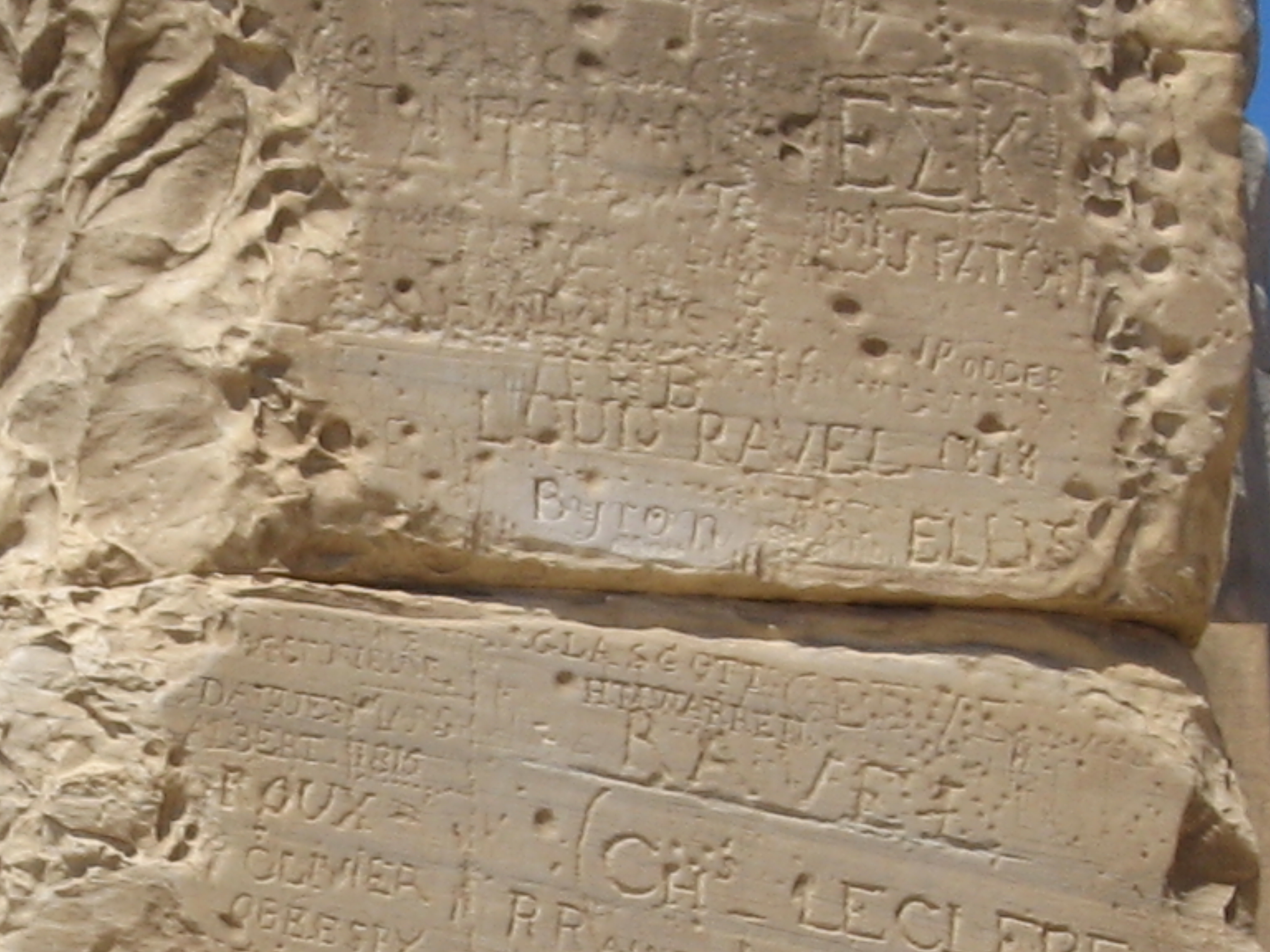
Wyryte nazwisko Byrona przez niego, na kolumnie w świątyni w Sunion

 Greckie opracowania historyczne wskazują na misję dyplomatyczną w Grecji, realizowaną przez Byrona na rzecz rządu Anglii. Byronowi przypisuje się niepopularną w ówczesnej Grecji, lecz historycznie wysoko ocenianą decyzję, które ze stronnictw powstańczych należy wesprzeć politycznie i pod jakimi warunkami podzielić raty projektowanej, brytyjskiej pożyczki, pomiędzy zwalczające się greckie stronnictwa, reprezentujące wzajemnie wykluczające się koncepcje państwowości.

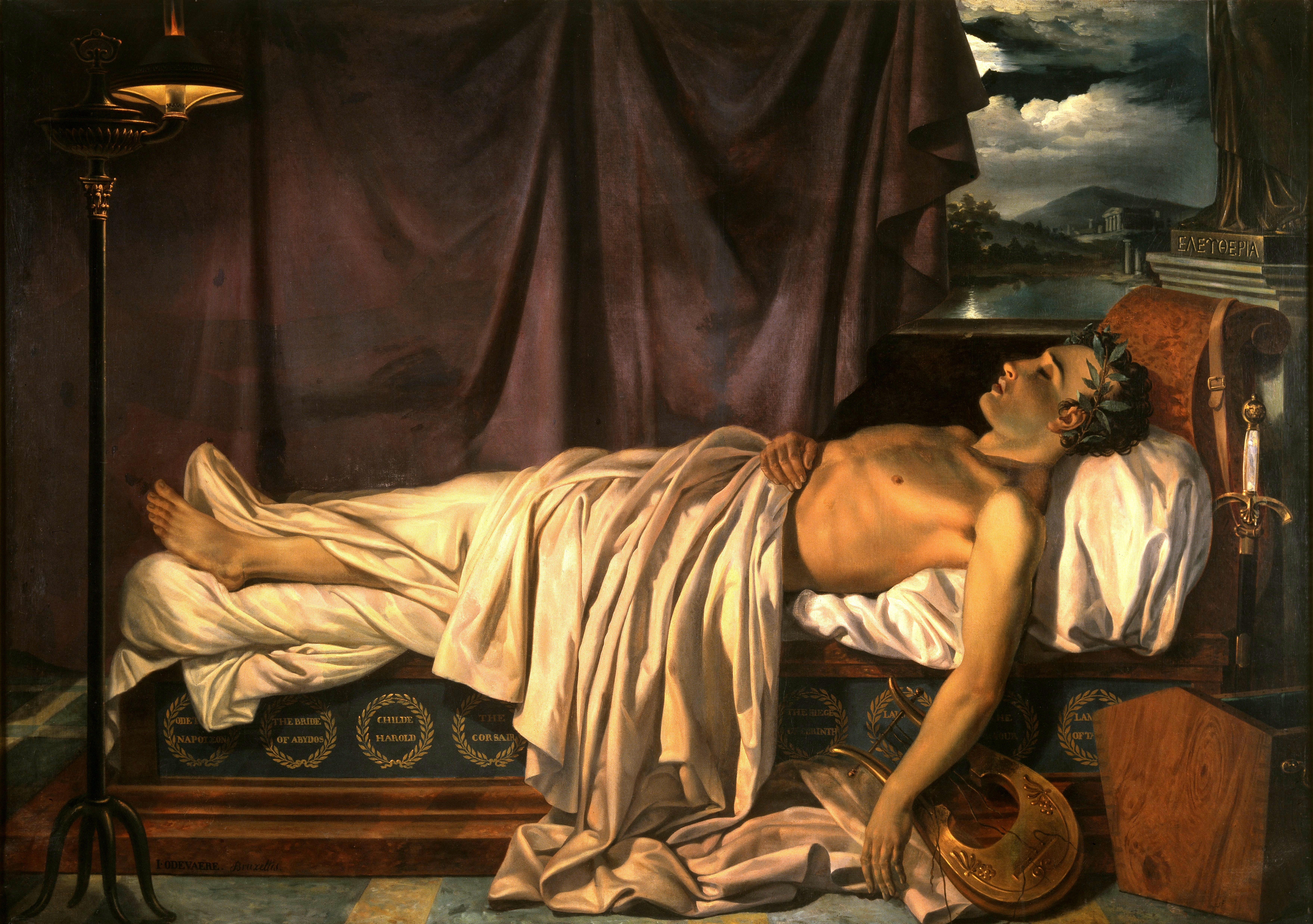
Joseph-Denis Odevaere: Lord Byron na łożu śmierci (1826)

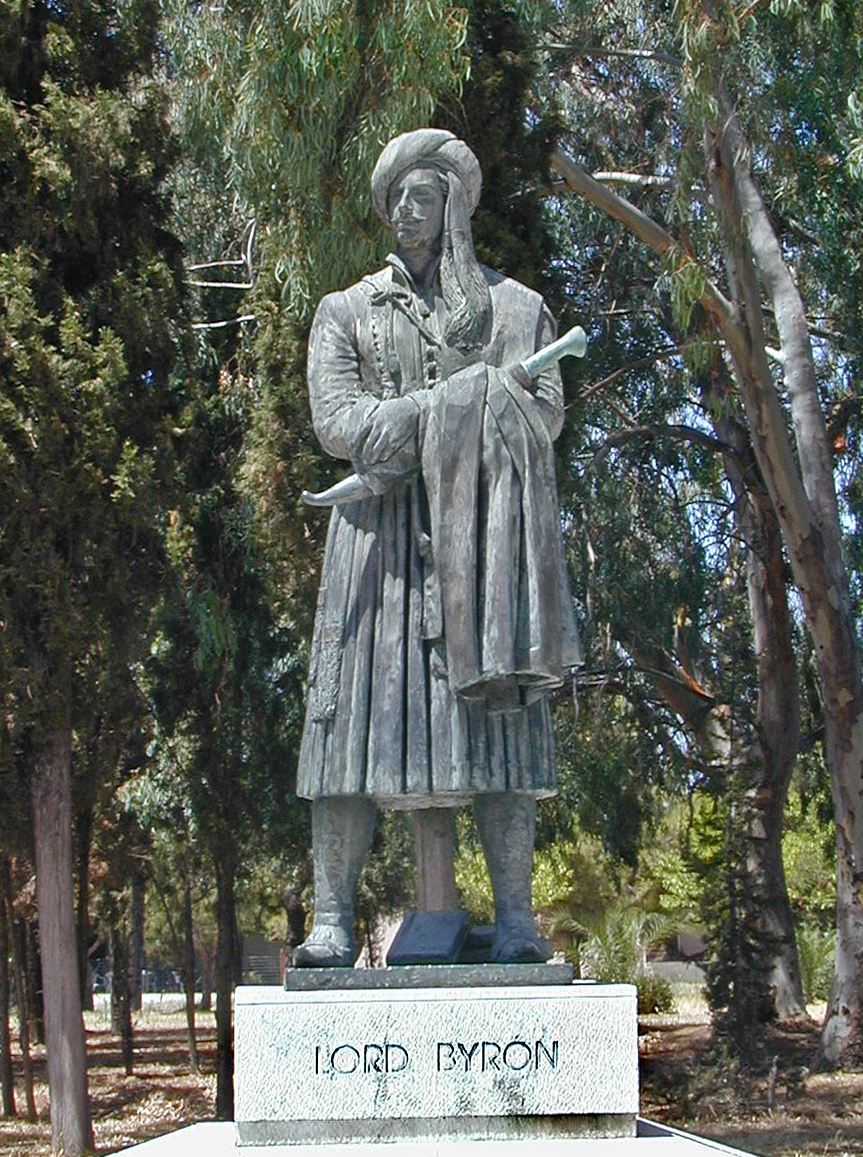
Pomnik lorda George'a Byrona w Ogrodzie Bohaterów w Missolungi

Śmierć Byrona była długo opłakiwana przez Greków, uznających w nim bohatera swej walki o niepodległość. Zhellenizowana forma nazwiska Byron – Viron, Vironas jest popularnym greckim imieniem męskim, dała także nazwę jednej z dzielnic Wielkich Aten Vironos – Dzielnica Byrona.
Ciało poety zabalsamowano i odesłano do Anglii – odmówiono jego pochówku w Westminster Abbey. Spoczywa na cmentarzu kościoła św. Marii Magdaleny w Hucknall w hrabstwie Nottingham, zaś serce Byrona pod drzewem w Missolungi. Na swoje życzenie obok ciała Byrona została pochowana jego niechciana córka, Ada Lovelace.
Opactwo Westminsterskie zezwoliło na umieszczenie na swoim terenie kopii marmurowej płyty grobu Byrona ofiarowanej przez króla Grecji w 1969 r.

## Główne dzieła
- The Hours of Idleness, 1808 – zbiór liryków
- Angielscy poeci i szkoccy recenzenci, 1809 – satyra
- Wędrówki Childe Harolda, 1812 (I i II), 1816 (III), 1818 (IV)
- Giaur, 1813
- Narzeczona z Abydos, 1813
- Korsarz, 1814
- Lara, 1814
- Melodie hebrajskie, 1815 – zbiór liryków
- Oblężenie Koryntu, 1816
- Paryzyna, 1816
- Więzień Chillonu, 1816
- Żale Tassa, 1817
- Manfred, 1817
- Mazepa, 1819
- Marino Falieri, 1820
- The Deformed Transformed, 1821 (niedokończone)
- Sardanapal, 1821
- Kain, 1821
- Niebo i ziemia, 1822 (niedokończone)
- Wyspa, czyli Chrystian i jego towarzysze, 1823
- Don Juan, 1819–1824
- Dwaj Foskarowie, 1825

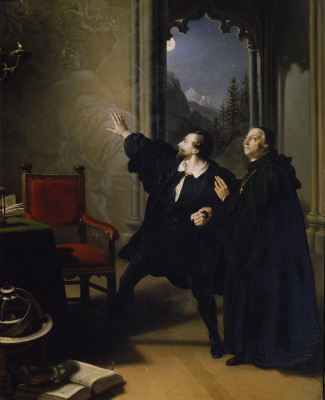
Manfred
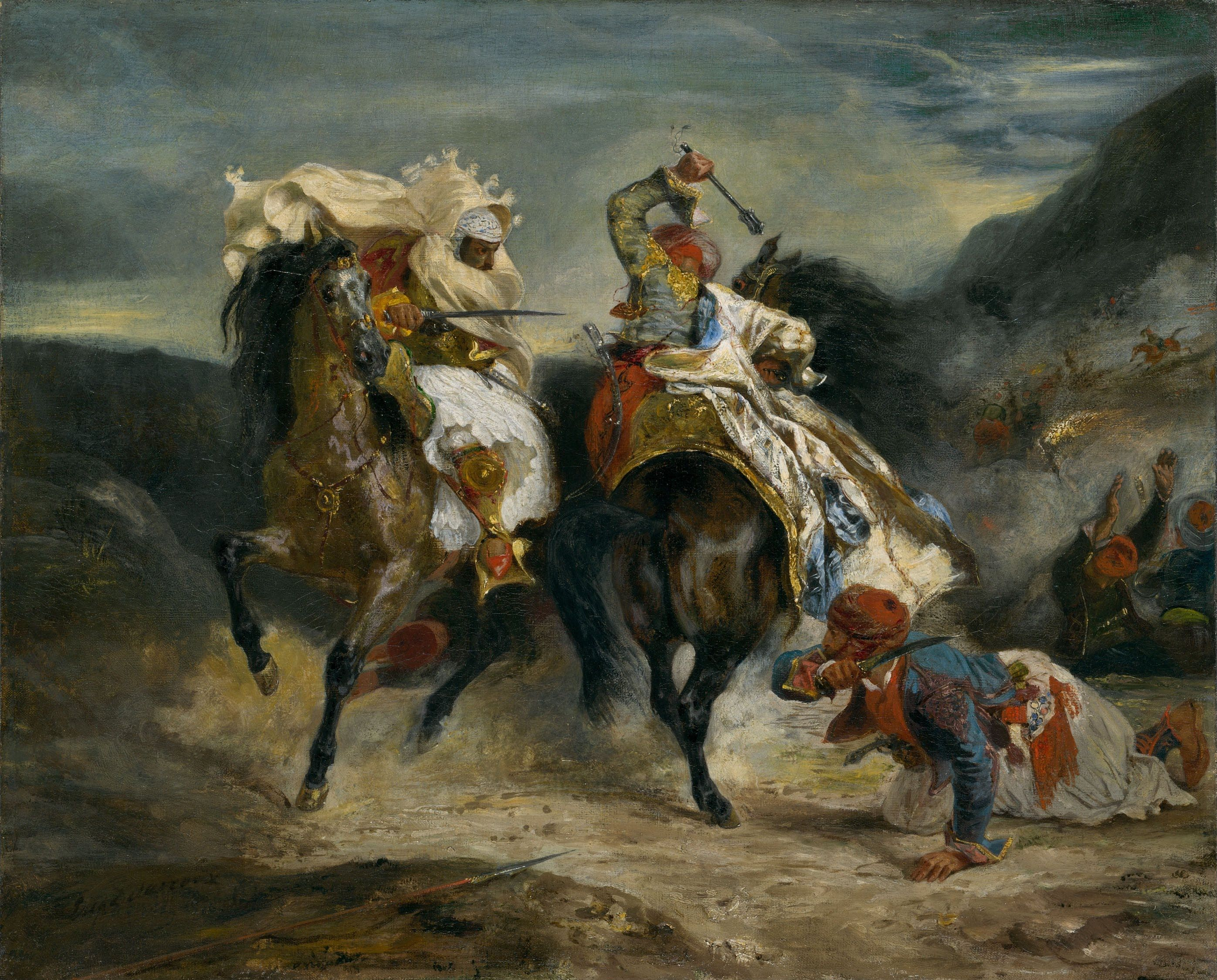
Giaur
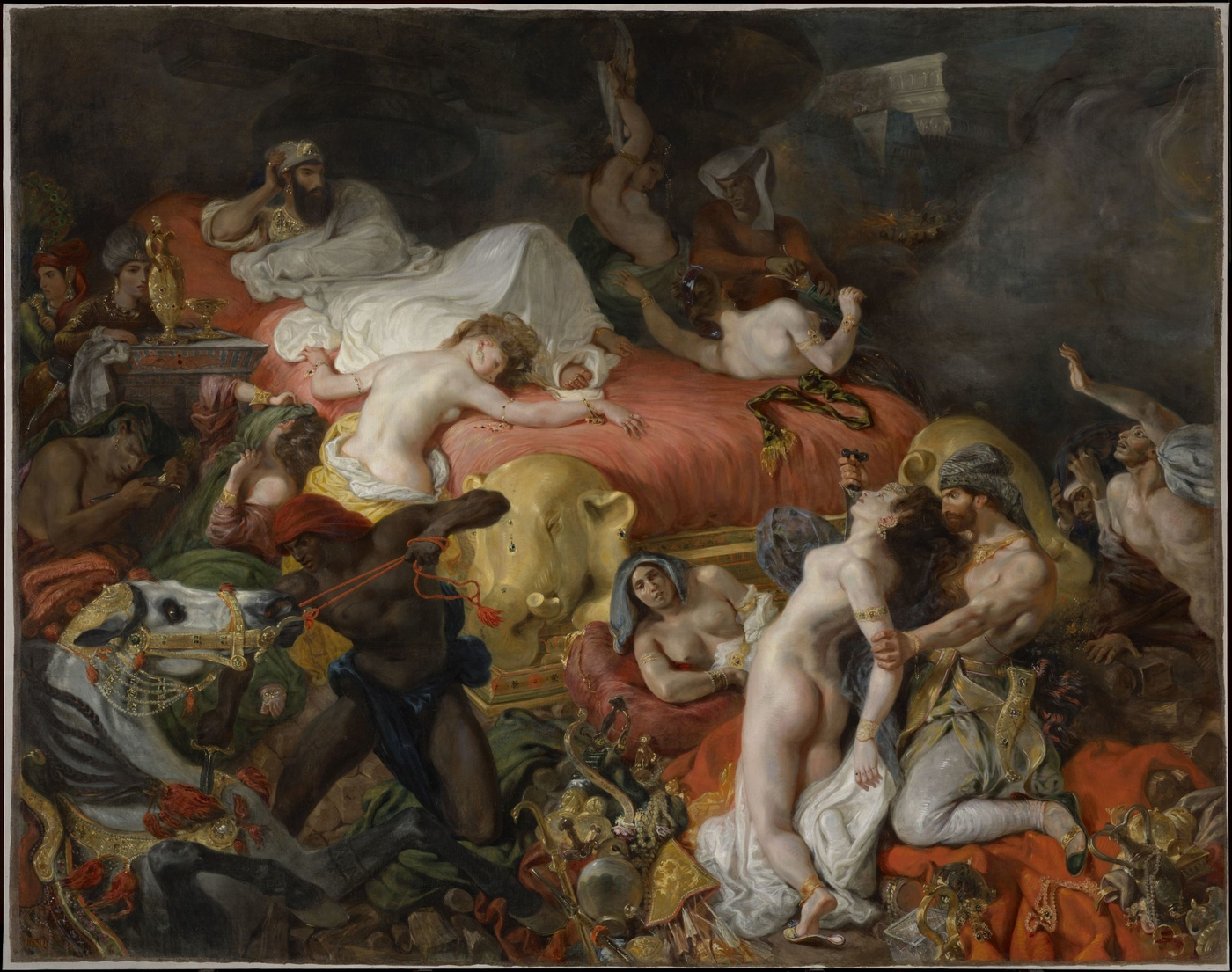
Sardanapalus
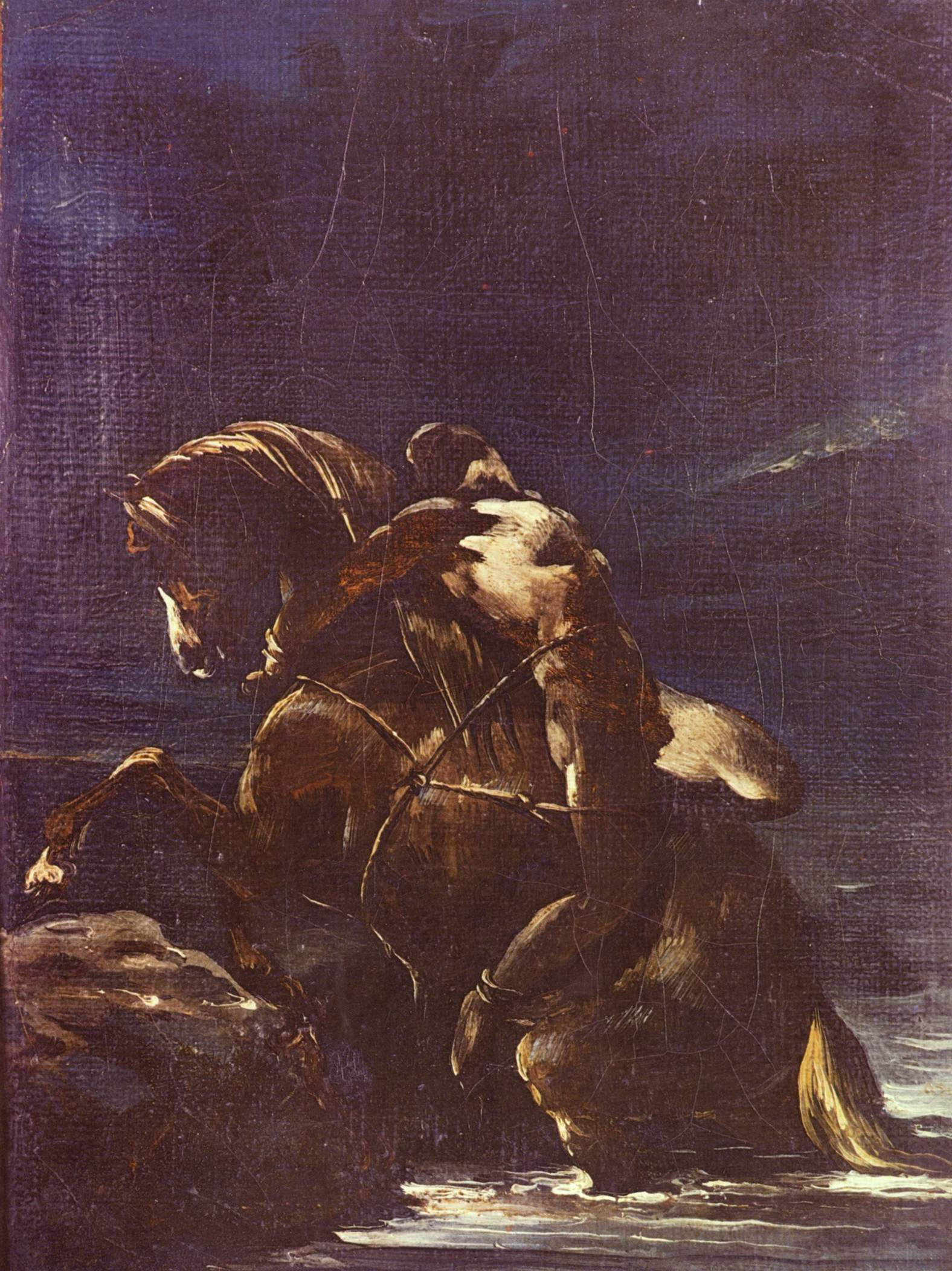
Mazepa
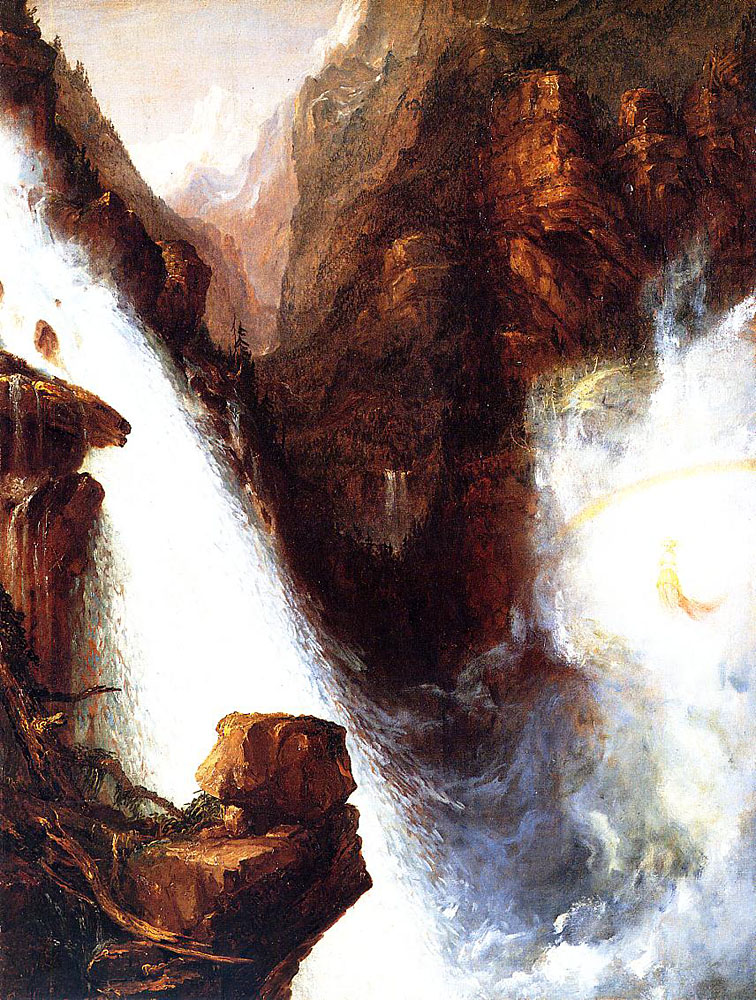
Manfred
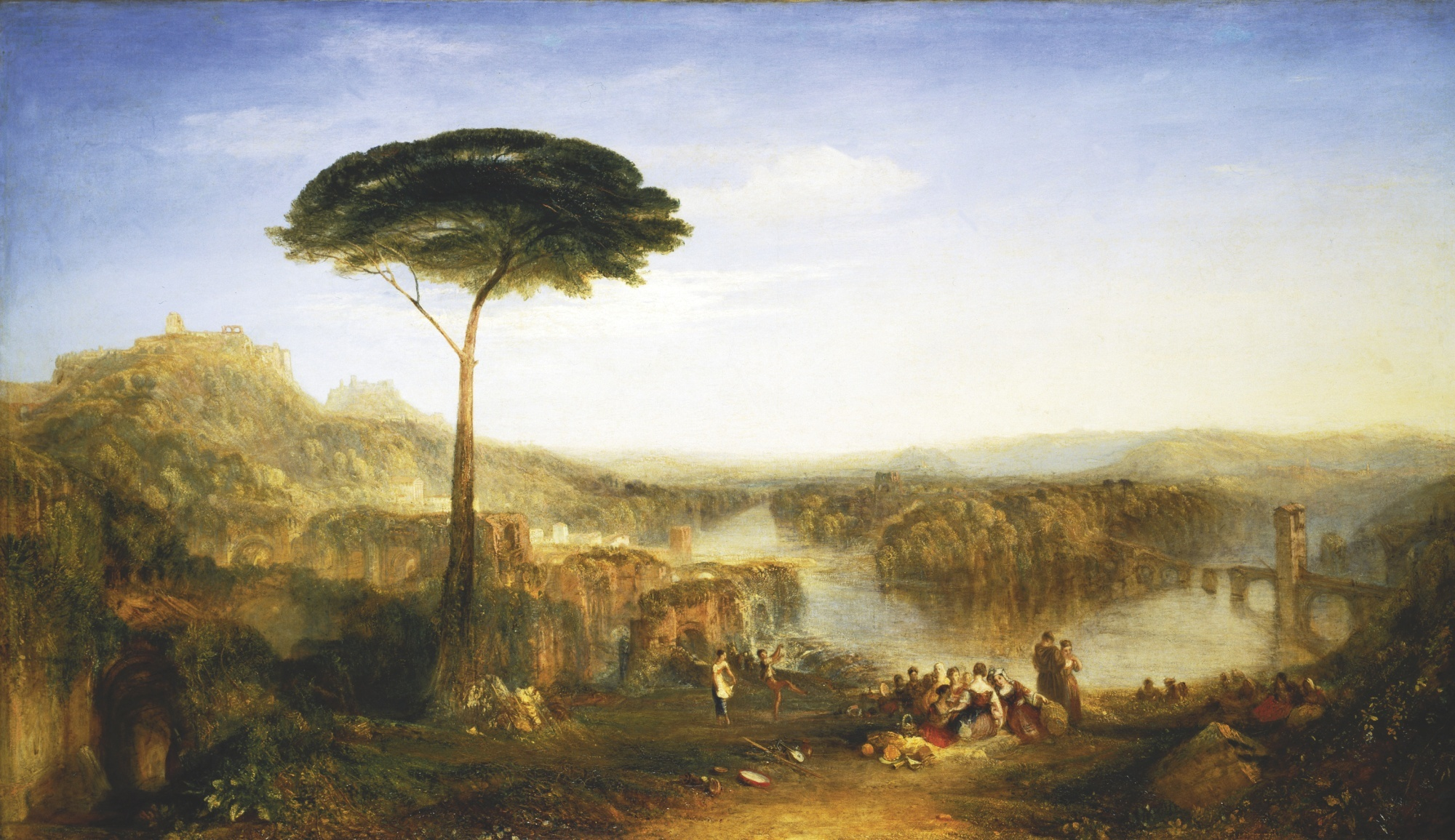
Wędrówki Childe Harolda
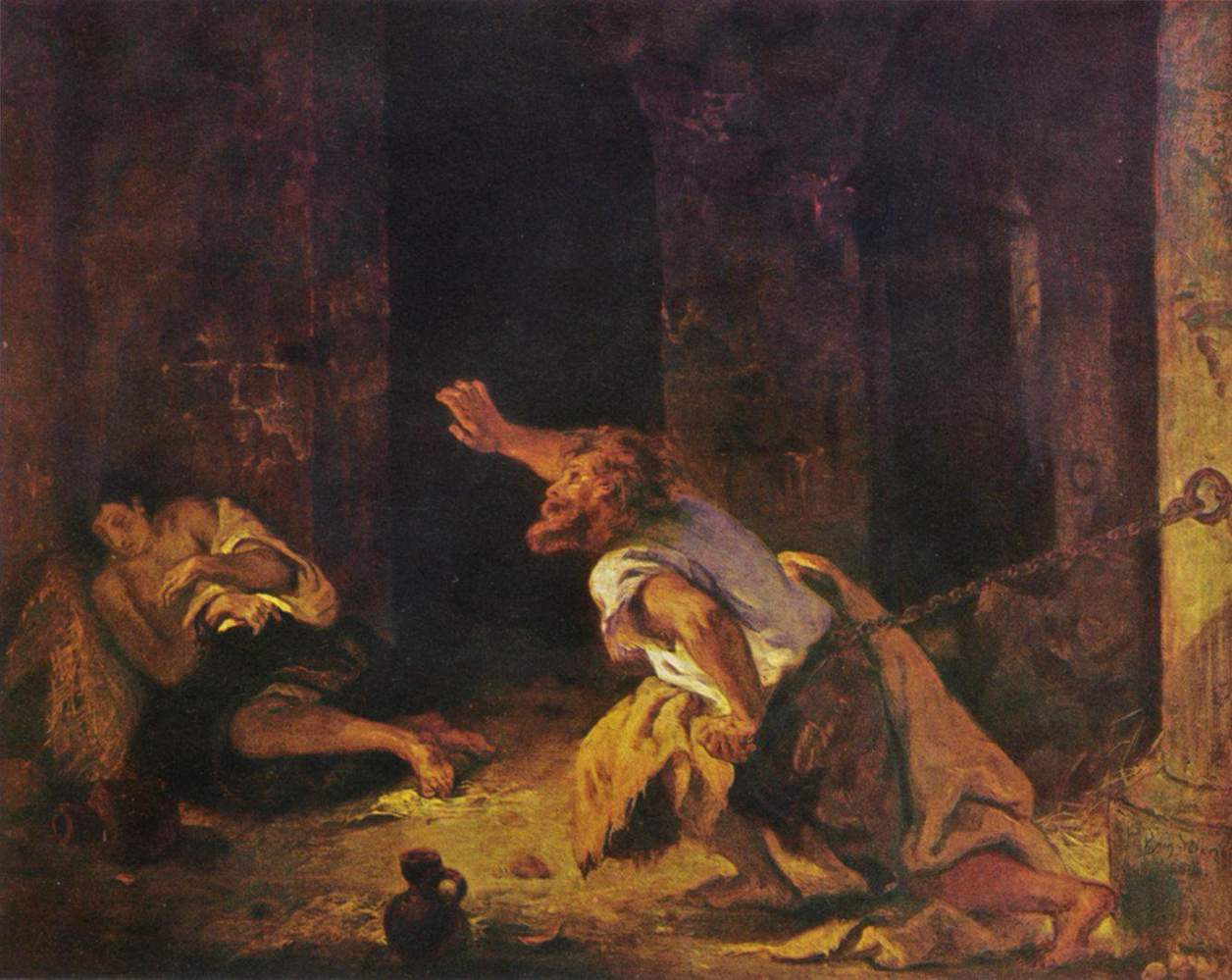
Więźniowie Chillonu
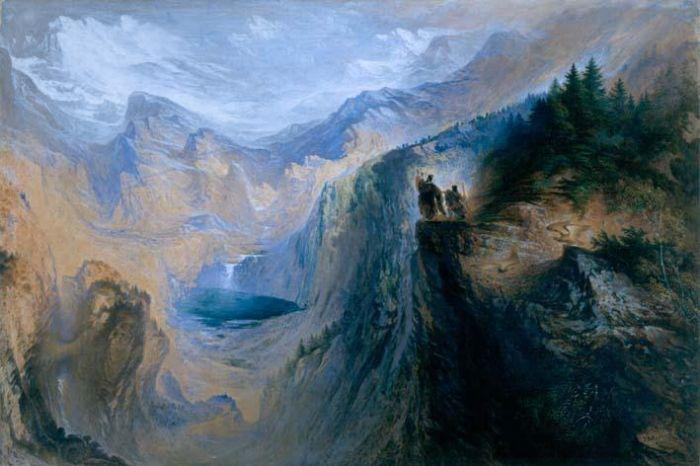
Manfred

## Byron w sztuce
- Hector Berlioz – Symfonia Harold w Italii na podstawie powieści poetyckiej Wędrówki Childe Harolda (1834); postać bohatera uosabia koncertująca altówka
- Arnold Schönberg – Oda do Napoleona Buonaparte na głos recytujący, kwartet smyczkowy i fortepian (1942)
- Giuseppe Verdi – Opera liryczna Dwaj Foskariusze

## Odniesienia w kulturze
- Tom Sturridge wcielił się w rolę Byrona w filmie Mary Shelley z 2017 roku[16][17].
- Byron został wspomniany w wierszu Cypriana Norwida Mój ostatni sonet[18] w wierszu Ballada o Lordzie Byronie Jana Lechonia[19] i w wierszu Rovigo Zbigniewa Herberta[20].